# بلوط‌دزدواران
بلوط‌دزدواران (نام علمی: Dryolestoidea) نام یک فراراسته از هنگ دسته‌ددان است.